# Live у Львові
Live у Львові — концертний альбом українського рок-гурту Мертвий Півень. Виданий 1995 року. До цього альбому були включені також пісні, що з'являлися в попередніх альбомах гурту, зокрема це «Ранок/Укрмолодь Бахусові» (Підземне Зоо), «Київський триптих» та «Вона» (Мертвий Півень-93).

## Список пісень
1. Ми – Мертвий півень
2. Б’ютіфул Карпати
3. Квазіамор
4. Тато
5. Зелене
6. Алхімія
7. Птахорізка
8. Ваня Каїн
9. Цирк "Ваґабундо" частина 2
10. Радіо/Міґрант
11. Сестро
12. Київський триптих
13. Вона
14. Ластівки
15. Ранок/Укрмолодь Бахусові
16. Літо буде
17. Вона